# 게이힌 급행 전철 600형 전동차 (1994년 도입)
게이힌 급행 전철 600형 전동차(일본어: 京急600形電車)는 1994년 4월에 등장한 게이힌 급행 전철의 전동차이다.

## 외관

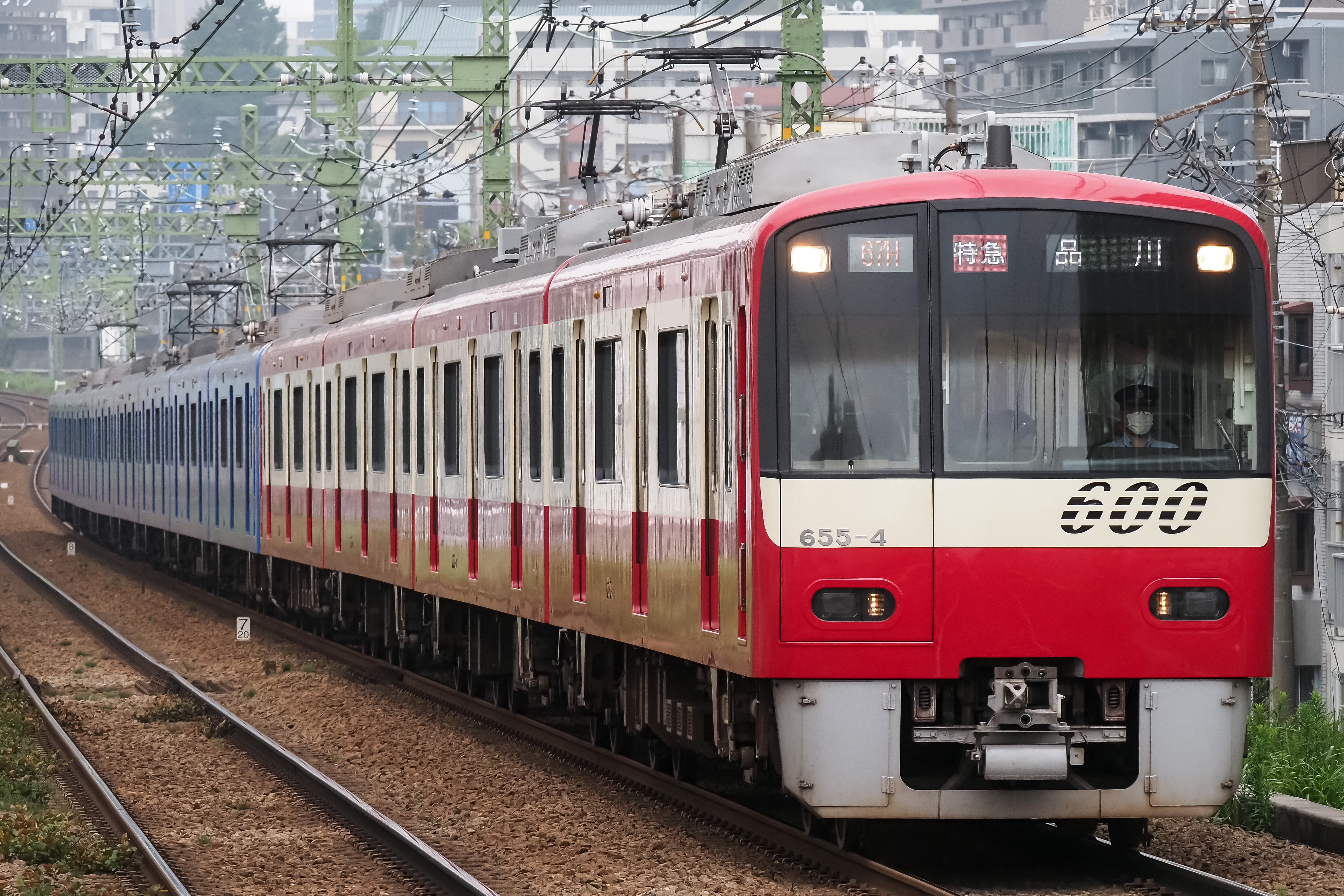
게이힌 급행 전철 600형 전동차

차체는 알루미늄제로 되었으며, 초기의 2000형과 같이 붉은 차체에 창문 주위를 흰색으로 도장하였다. 전면 형상은 큰 3차원 곡면으로 구성되었으며, 조수석 측으로 이동시킨 스윙식의 플러그 도어, 상부로 옮긴 전조등, 하부에 매설된 미등, 표지등, 와이퍼 커버의 채용, 아모 플레이트, 안티 클림버의 폐지 등 새로운 스타일이 되었다. 이 디자인은 후에 등장한 2100형, 신1000형으로 이어지게 된다. 와이퍼 커버는 당초 '하이론델르 그레이(Hirondelle Grey)'로 도장되고 있었지만, 시인성 향상을 위해 1995년 아이보리 색으로 변경되었다. 창문 치수는 1500형을 기준으로 상부 20mm 확대했고, 차체 높이를 같이 40mm 확대했다. 800형 805편성 이후의 게이힌 급행 각 형식에서는 측면 종별•행선지 롤 사인을 각각의 작은 창에 표시하고 일체형 케이스에 끼우고 있었지만, 본 형식에서는 1장의 유리에 끼울 수 있었다. 미등•차량 측면 지시등에는 LED등을 사용했지만, 열화로 인한 조도 저하에 대한 대책으로 다음 형식인 2100형부터는 전구로 다시 교체되었다.

## 내부

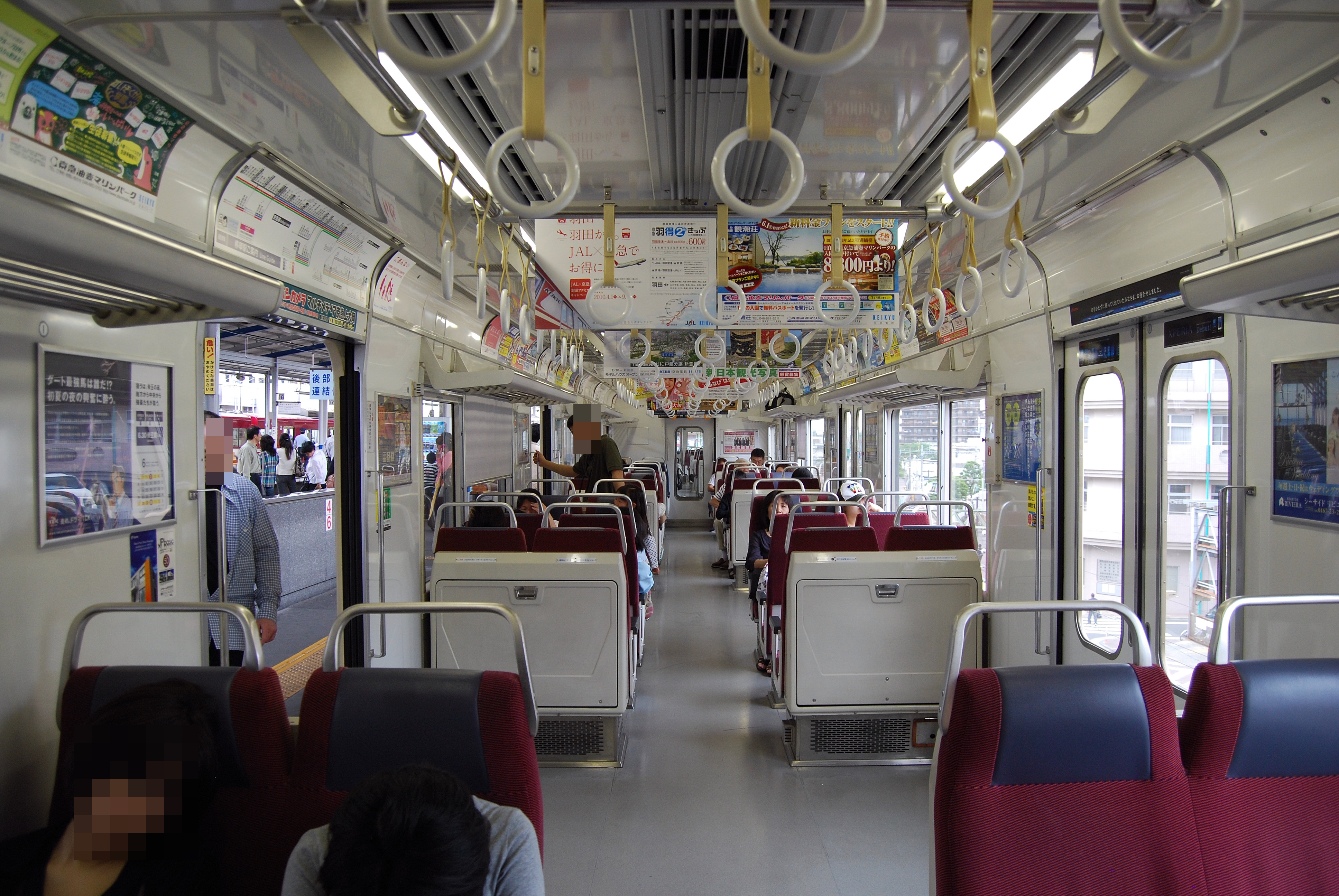
차내(4차 차량)

1 - 3차 차량에서는 운전대와 바로 옆의 출입문 사이에 운전대 측면으로 2명분의 고정 좌석, 출입문간 4명분 박스시트 측면 2조, 차단부에 4명분 박스 시트가 설치되었다. 4차 차량에서 출입문간의 좌석은 박스시트와 2명분 고정 좌석을 1개씩 조합한 배치가 되어 좌석수가 감소했다. 더 나아가 출입문 부근에는 운전대에서의 조작으로 사용이 가능한 보조석이 설치되어 있다. 시트 피치를 넓은 편이기 때문에 보조석을 사용하지 않는 경우 같은 출입문수의 롱시트차보다 좌석 정원이 적게 된다. 내장은 한색계로 천정과 벽면은 흰색과 박회색, 마루는 회색계, 좌석은 엷은 파란색이다. 게이힌 급행의 3도어차로는 처음으로 출입문 안쪽에 화장판이 붙여졌다. 1500형 VVVF차와 같이 마루에는 구동장치 점검용 뚜껑만이 설치되었다.

### 트윙글 시트

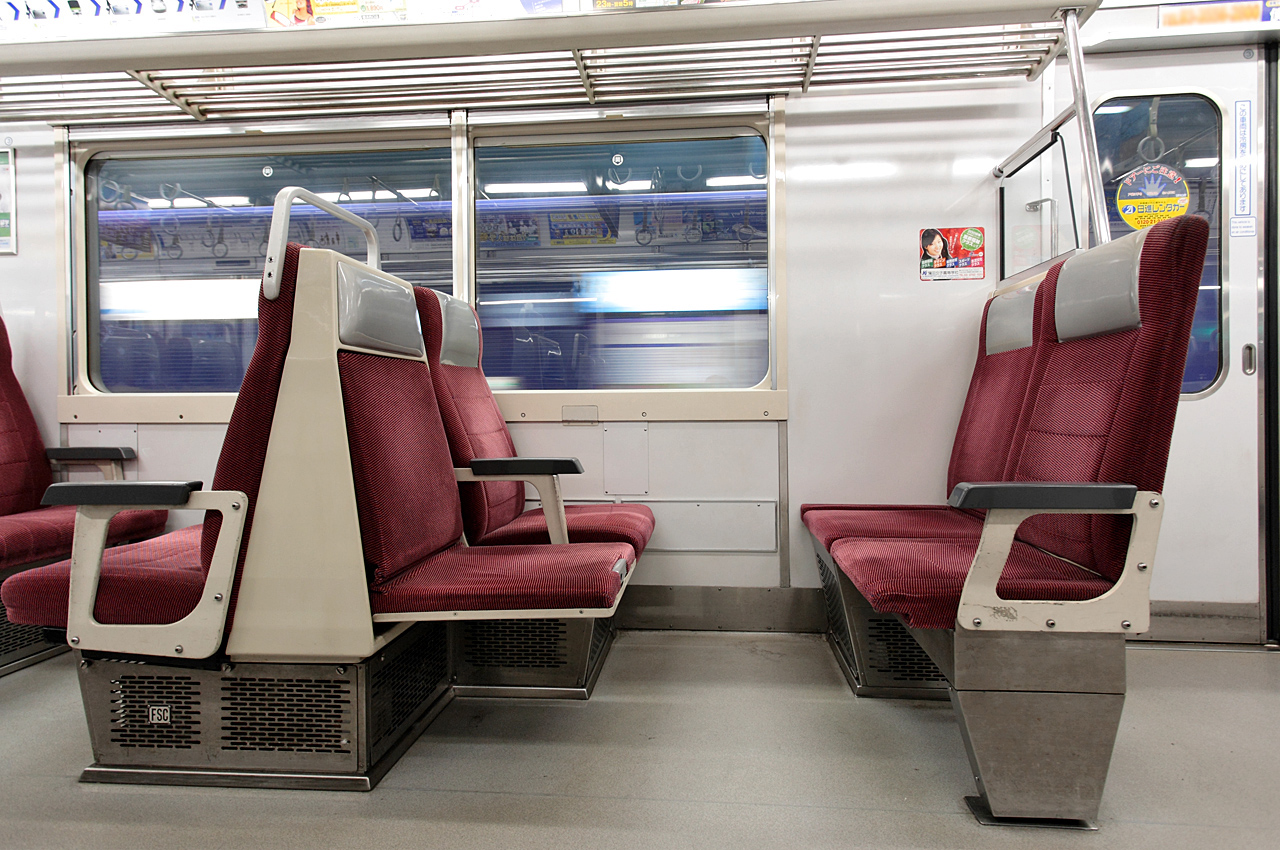
트윙글 시트

1 - 3차 차량에서는 양단 출입문의 차체 중앙부에 혼잡시의 수용력 확보를 위해 운전대에서의 조작으로 2명분 좌석과 1명분 좌석이 전환하는 가동식 좌석인 '트윙글 시트'가 채용되었다. '트윙글'이란 '트윈'과 '싱글'을 합친 합성어이다.
가동식 좌석에는, 통로측의 좌석을 창가의 좌석에 씌우듯이 수납하는 것과 도어부 보조석과 같이 착석면을 접어 등받이에 밀착시키는 것이 있는데, 양자는 팔걸이 위치에서 식별할 수 있다. 보조석과 합쳐 1량 근처 최대 32명의 좌석 정원을 바꿀 수 있지만, 기구가 복잡하고 비용이 높은데다, 수납시의 좌석수가 적고, 착석면의 쿠션이 얇고 딱딱했기 때문에 승객으로부터의 평판은 좋지 않았다. 지하철선내의 운용에서도 보조석의 쇄정만으로 혼잡 시간대의 영업을 거의 문제 없이 실시할 수 있을것으로 판단되어 타회사 노선으로의 연장운행시에는 가동식으로한 전좌석의 전개가 의무로 되었다. 게이힌 급행 선내에서도 가동식 좌석의 수납은 등장 직후를 제외하고 거의 실시되지 않았기 때문에 가동식의 특징을 살릴 수 없게 되어 4차 차량에서는 통상의 고정 좌석이 채용되었다.
가나가와신마치 역 구내 게이힌 급행의 육성 센터내에 있는 600형 시뮬레이터 객실내에는 트윙글 시트가 있어 본형식의 롱시트화 개조가 진행되는 중간에 등장시의 모습을 보여주고 있다.
|                                | 1 - 3차 도입분 | 1 - 3차 도입분 | 4차 도입분 | 4차 도입분 | 롱시트 개조차 | 롱시트 개조차 |
| 선두차                         | 중간차         | 선두차         | 중간차     | 선두차     | 중간차        |               |
| 차량 정원                      | 118명          | 128명          | 118명      | 128명      | 123명         | 132명         |
| 고정좌석 정원                  | 34명           | 40명           | 34명       | 40명       | 41명          | 48명          |
| 가동좌석 사용시 (트윙글 시트） | 6명            | 8명            | 없음       | 없음       | 없음          | 없음          |
| 보조좌석 사용시                | 14명           | 16명           | 20명       | 24명       | 4명           | 8명           |

- 1 - 3차 차량의 트윙글 시트는 후년에 고정화 개조가 실시되었다.(뒤에 서술)
- 롱시트 개조차는 2005년도부터 시공(뒤에 서술).

## 주요 기기

### 주전동기
- 1 - 3차 도입분: KHM-1700(도요 TDK6160A1 또는 미쓰비시 MB-5043A, 출력 120kW, 단자전압 1,100V, 전류 84A, 주파수 50Hz, 정격 회전수 1,455rpm)
- 4차 도입분: KHM-600(도요 TDK6161A 또는 미쓰비시 MB-5070A, 출력 180kW, 단자전압 1,100V, 전류 121A, 주파수 60Hz, 정격 회전수 1,755rpm)

### 구동장치·기어비
- KHG-800(도요전기제조제 TD282-C-M, TD 평행카르단 구동방식), 83:14(5.93)

### 주제어기
- 1 - 3차 도입분: 도요 전기 제조제 ATR-H8120-RG-627B 또는 미쓰비시 전기제 MAP-128-15 V31, GTO 사이리스터 소자에 의한 VVVF 인버터 제어. 1C8M 방식.
- 4차 도입분: 도요제 ATR-H4180-RG-656A 또는 미쓰비시제 MAP-184-15 V61, 역도통 GTO 사이리스터 소자에 의한 VVVF 인버터 제어. 1C4M 방식.

### 대차
- TH-600 M•T(공기 용수철 차체 직결식, 축 대들보 지지, 축댐퍼 탑재)

### 집전장치
- 1 - 3차 도입분: 능형 팬터그래프(도요제 PT-4323 S-A-M, M1c와 M1에 각 1기, M1'에 2기탑재.)
- 4차 도입분: 싱글암식 팬터그래프(도요제 PT-7117-A, Tp에 2기탑재.)

### 보조 전원 장치
- 1 - 3차 도입분: 도요 부스터식 SIV(SVH-85-461A-M) 또는 미쓰비시 초퍼 인버터식 SIV(NC-FAT-75A), 75kVA. 짝수호차 산측에 탑재.
- 4차 도입분: IGBT-SIV(도요 SVH-170-4009A 또는 SVH-85 W-4008A, 또는 미쓰비시 NC-WAT-150 A•B), 150kVA. Tp의 산측에 탑재.

### 공기압축기
- 1 - 3차 도입분: C-1500AL 레시프로식 M2계차, Tu차에 탑재.
- 4차 도입분: C-2000AL 레시프로식 선두차 및 Ms차에 탑재.

### 공조 장치(제조시)
- 옥상 집중식(도시바제 RPU-11009 및 미쓰비시 전기제 CU-71F). 스크롤 압축기를 채용.

## 제조 시의 편성
이 형식은 도큐 차량제, 그 이외는 가와사키 중공업제이다. 'CS'는 주제어기, 'MM'는 주전동기, 'SIV'는 SIV의 제조자를 나타낸다. 이하는 각 제조 시와 같다.

### 1차 차량
| M1c   | M2    | Tu    | Ts    | M1'   | M2'   | M1    | M2c   | CS       | MM       | SIV      | 냉방기   | 제조 년월  |
| 601-1 | 601-2 | 601-3 | 601-4 | 601-5 | 601-6 | 601-7 | 601-8 | 도요     | 도요     | 도요     | 미쓰비시 | 1994년 3월 |
| 602-1 | 602-2 | 602-3 | 602-4 | 602-5 | 602-6 | 602-7 | 602-8 | 미쓰비시 | 미쓰비시 | 비쓰비시 | 미쓰비시 | 1994년 3월 |

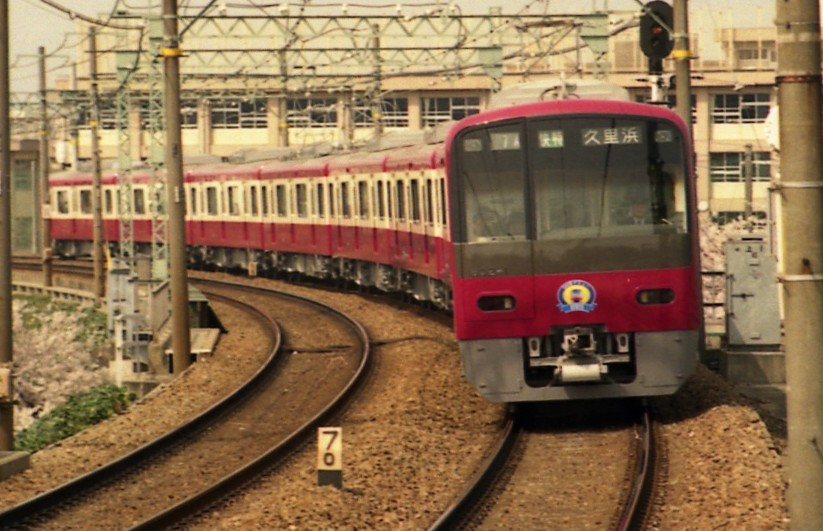
게이힌 급행 600형(등장시의 도색)
(1994년 4월 신오쓰 역)

600형으로는 최초로 등장한 그룹이다. 등장한 후 얼마 동안은 트윙글 시트를 홍보하는 헤드마크를 장착하여 운행하였다.

### 2차 차량
| M1c   | M2    | Tu    | Ts    | M1'   | M2'   | M1    | M2c   | CS       | MM       | SIV      | 냉방기   | 제조 년월  |
| 603-1 | 603-2 | 603-3 | 603-4 | 603-5 | 603-6 | 603-7 | 603-8 | 도요     | 도요     | 도요     | 도시바   | 1995년 3월 |
| 604-1 | 604-2 | 604-3 | 604-4 | 604-5 | 604-6 | 604-7 | 604-8 | 미쓰비시 | 미쓰비시 | 미쓰비시 | 미쓰비시 | 1995년 3월 |
| 605-1 | 605-2 | 605-3 | 605-4 | 605-5 | 605-6 | 605-7 | 605-8 | 도요     | 미쓰비시 | 미쓰비시 | 미쓰비시 | 1995년 3월 |

1차 도입분의 사용 실적을 기초로 설계 변경을 하였으며, 손잡이를 증설하는 등 승객을 배려했다. 1차 도입분의 제조 당시에는 종일 쾌속특급으로 사용시 중간의 승객용 출입문을 닫은 채로 놔두었으며 2도어로 운용하려고 생각하고 있었기 때문에 중간의 승객용 출입문 상부에는 ‘미사용’을 표시하는 장치를 탑재하고 있었지만, 승객들의 반응이 좋지 않았기 때문에 종일 2도어 운용은 중지되어 2차 도입분부터 본 장치가 탑재되어 있지 않다. 그 외에 와이퍼가 중앙에서 양측으로 회전하는 동작에서 2개가 병행하는 동작으로 변경되고 있다(후에 1차 차량도 개조). 603편성은 600형에서 첫 도시바제 냉방차가 되었다.

### 3차 차량
| M1c   | M2    | Tu    | Ts    | M1'   | M2'   | M1    | M2c   | CS       | MM       | SIV      | 냉방기   | 제조 년월  |
| 606-1 | 606-2 | 606-3 | 606-4 | 606-5 | 606-6 | 606-7 | 606-8 | 도요     | 도요     | 도요     | 도시바   | 1995년 6월 |
| 607-1 | 607-2 | 607-3 | 607-4 | 607-5 | 607-6 | 607-7 | 607-8 | 미쓰비시 | 미쓰비시 | 미쓰비시 | 미쓰비시 | 1995년 6월 |

2차 도입분에 이어 제조되었다. 2차 도입분에서의 설계 변경은 없다.

### 4차 차량
| Muc   | T     | Tp1   | Mu    | Ms    | T     | Tp1   | Msc   | CS   | MM       | SIV  | 냉방기 | 제조 년월  |
| 608-1 | 608-2 | 608-3 | 608-4 | 608-5 | 608-6 | 608-7 | 608-8 | 혼재 | 미쓰비시 | 혼재 | 도시바 | 1996년 2월 |

| Muc   | T     | Tp2   | Msc   | CS       | MM       | SIV      | 냉방기   | 제조 년월  |
| 651-1 | 651-2 | 651-3 | 651-4 | 미쓰비시 | 미쓰비시 | 미쓰비시 | 미쓰비시 | 1996년 3월 |
| 652-1 | 652-2 | 652-3 | 652-4 | 도요     | 미쓰비시 | 도요     | 미쓰비시 | 1996년 3월 |
| 653-1 | 653-2 | 653-3 | 653-4 | 미쓰비시 | 미쓰비시 | 미쓰비시 | 미쓰비시 | 1996년 3월 |
| 654-1 | 654-2 | 654-3 | 654-4 | 도요     | 미쓰비시 | 미쓰비시 | 미쓰비시 | 1996년 4월 |
| 655-1 | 655-2 | 655-3 | 655-4 | 도요     | 도요     | 도요     | 도시바   | 1996년 5월 |
| 656-1 | 656-2 | 656-3 | 656-4 | 도요     | 도요     | 미쓰비시 | 도시바   | 1996년 5월 |

4량, 6량, 8량 편성은 설계 변경을 실시하지 않고 대응할 수 있도록 기기 구성이 대폭 변경되었다. 608편성의 우라가 방향 4량의 주제어기, SIV는 도요제, 시나가와 방향 4량은 미쓰비시제이다.
- 8M/1C에서 4M/1C, MT비를 3:1에서 1:1로, 주전동기 출력을 120kW에서 180kW로 변경.
- 팬터그래프를 싱글암형으로 변경하여 Tp차에 2대 탑재로 했다.
- 보조 전원 장치를 75kVA/ 2량에서 150kVA/ 4량으로 변경하여 Tp차에 탑재했다. 4량 편성의 SIV는 용장성 확보를 위해 75kVA 2개의 회로 구성으로 했다.
- 차내 좌석 배치를 변경하였다. 본 형식의 특징이었던 트윙글 시트를 폐지하고 출입문 간 2명분의 시트만 설치되었으며, 2조를 마주보게 한 4명분과 단독의 2명분이 되었다. 중앙 출입문 부분에도 접이식 보조 좌석이 설치되었다.
- 좌석 배치 변경에 따라 창 배치도 변경되었다.
- 차단 댐퍼를 준비만 했다.
- 608 편성은 '메디알트란'이라는 액정 디스플레이를 장비하고 있었지만, 1999년 4월에 철거되었다.
- 대차의 베어링 댐퍼는 당초 설치되지 않았지만 1996년 가을 이후에 설치되었다.

## 개조 공사
본 형식에서는 등장 후 각종 개조 공사가 실시되고 있다.

### 와이퍼 커버 도장 변경
1 - 3차 차량은 전면의 와이퍼 커버 도장색이 하이론델 그레이였지만 시인성 향상을 위해 1995년에 상연을 검은 색, 그 이외를 아이보리 색으로 변경했다. 4차 차량은 등장 시부터 이 도장을 사용하였다.

### 시험 제작 좌석 테스트
608-1에서는 1996년 12월부터 1998년 3월까지 시험 제작 좌석이 테스트되었다. 바다 측의 좌석 2명분이 고정식과 전환식의 전환식 크로스시트로 교체되었으며 안정감, 시트의 단점 등의 확인이 이루어졌다.

### 차단 댐퍼 철거
1 - 3차 차량의 차단 댐퍼를 1998년 6월에 철거했다. 준비 공사였던 4차 차량의 관련 부품도 다음 7월에 철거되었다.

### 가선 관측 장치 탑재 개조
605-1에 1500형의 데하 1601에서 이전한 가선 관측 장치를 탑재하는 개조가 이루어졌다. 통상 관측용 기기는 철거되고 있다. 관측은 통상의 영업 열차로 실시된다.

### 트윙글 시트 고정화 개조
좌석표지의 시간 경과에 따른 열화에 따라서 2002년도부터 차례로 좌석 천을 재도장하였으며, 표지는 파랑계열 색에서 빨강계열 색으로 변경되었다. 트윙글 시트는 구조는 변경되지 않고 고정되었다. 다음 2003년의 시행 차량 이후에는 헤드레스트 부분의 색과 재질을 변경했다. 2005년도 이후에는 출입문 간에 롱시트를 설치하는 개조를 개시했기 때문에 중지되었다.

### 롱시트화 개조
2004년도부터 혼잡 완화와 연식의 경과에 따라서 가동식 좌석(트윙글 시트)의 기능 유지에 비용이 들기 때문에 출입문 간의 좌석을 롱시트로 개조함과 동시에 배리어 프리에 대응하기 위한 개조가 실시되었다. 자세한 것은 아래와 같다.
- 출입문 간 좌석을 롱시트로 개조하였다. 롱시트는 편측식으로 좌석표지 천의 모양은 신1000형이나 1500형 갱신차 등과 같다. 좌석의 1인당 폭을 455mm로 확보했다. 이 개조를 통해 차량 정원이 변경되었으며, 자세한 것은 앞에서 서술한 정원표를 참조.
- 차단부와 운전실 후부의 크로스시트와 차단부의 보조 좌석은 보존되었으며, 2003년 이후의 트윙글 시트 고정화 개조 차량과 같이 좌석 천 재도장을 실시했다.
- 팔걸이 구분은 신1000형과 같은 형태이지만, 좌석 사이의 입석봉(손잡이 봉) 부분에 칸막이는 설치하지 않았다. 한층 더 나아가 손잡이 봉의 연장과 손잡이의 증설 공사를 실시했다.

### 롤사인 교체
2005년부터 행선 표시기의 롤사인을 종래의 검은 천 바탕 흰색 문자에서 로마자를 병기한 흰 바탕 검은색 문구로의 교체가 차례로 실시되었다.

### ATS 갱신
게이힌 급행 전선에 고기능 ATS(C-ATS 장치)가 2009년 2월 14일부터 사용 개시되었기 때문에 이것에 수반한 개조 공사가 전 차량에 시공되었다.

## 갱신 공사

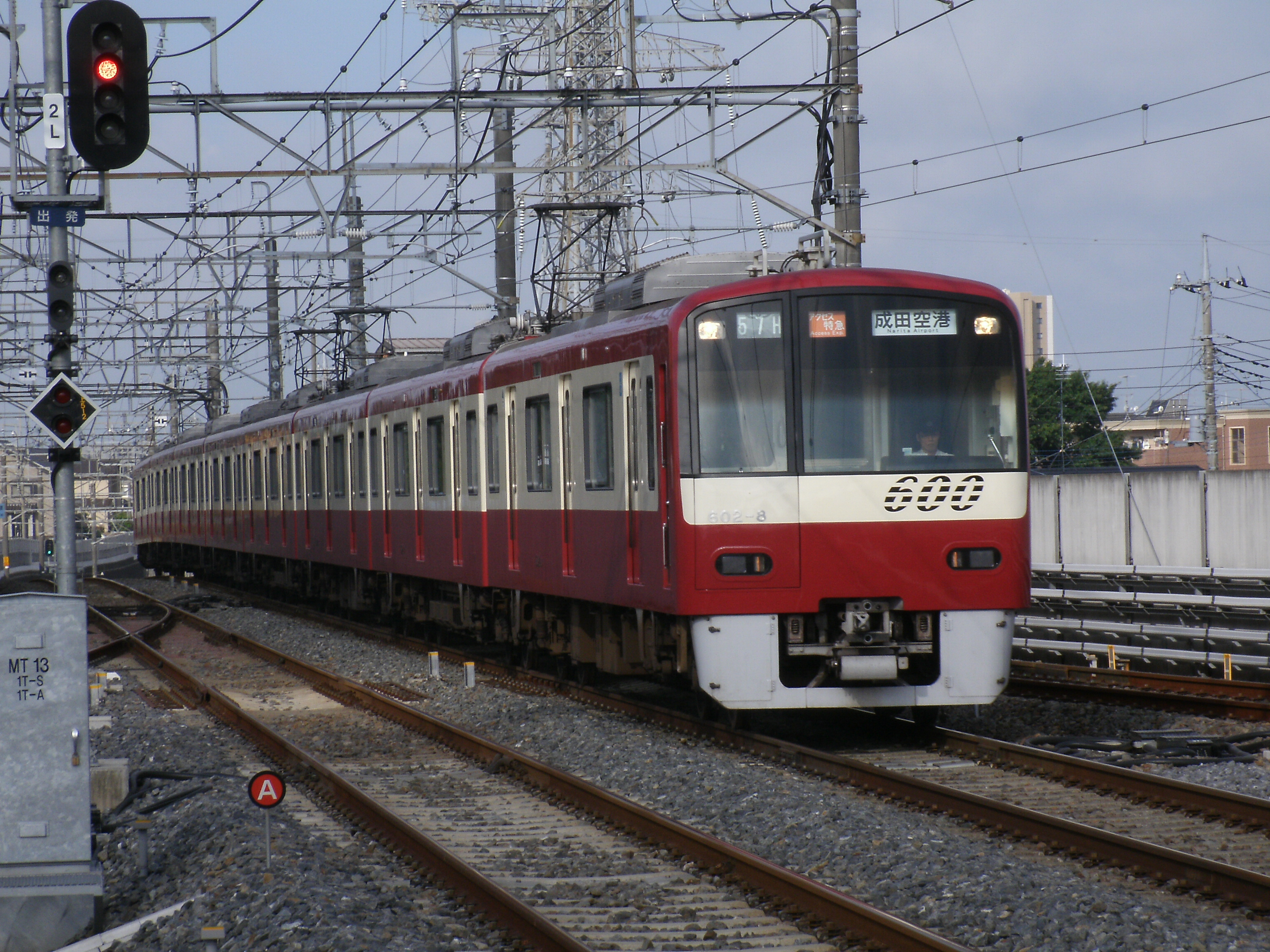
차체 갱신 공사후의 602편성

2009년 8월 10일에 갱신 후의 시운전을 실시한 601 편성부터 차체 갱신 공사가 시공되었다. 공사 내용은 아래와 같다.
- 와이퍼 커버를 형식 번호 '600'의 슬릿이 들어간 것으로 변경.
- 스커트를 좁은 폭의 것으로 교환.
- 와이퍼 작동 방향의 변경.
- 차단 댐퍼 설치 왼쪽 측면의 사보수 철거.
- 차량 측면등의 LED화.
- 일부 내장, 마루의 교체.
- 각 출입문 상부에 2대의 17인치 액정 디스플레이 설치.(601편성 제외)

2010년 12월말 현재, 601~603편성•607편성이 시공되고 있다.

## 운용
8량 편성은 주로 쾌특 등의 우등 열차에 사용되어 아사쿠사 선, 게이세이선, 호쿠소 선으로의 연장 운행 운용이 중심이 되고 있다. 게이세이 나리타 공항선(나리타 스카이 억세스선)으로의 운행에도 대응하고 있어, 해당 노선의 일반 열차인 억세스 특급(게이힌 급행선내 에어포트 쾌특)으로 나리타 공항까지 연장 운행한다. 스카이 억세스 직통 운용은 신1000형 10차 차량과 공통 운용이 되어 있다.
롱시트차에 비해 입석 공간이 좁은 것으로 인해 아침 러시아워 시간대에는 혼잡 시간대의 상행 열차를 피해 운용해 왔지만, 운용의 탄력성을 더하기 위해 2005년부터 출입문간 롱시트화 개조를 실시하여 개조를 받은 편성은 같은 시간대의 상행 열차에도 사용되게 되었다.
4량 편성은 오로지 자사선내에서 운용되어 본선•즈시선의 보통 열차, 우등 열차의 증결 차량이나 2편성 병결(통상은 600형끼리지만 타형식과 혼결하는 경우도 있다)하여 에어포트 급행으로 운용되고 있다. 그믐날부터 설날에 걸친 철야 운전시 통상 입선 하지 않는 노선으로 운용되는 케이스가 있어 1998년 - 1999년에 '에어포트 당일호'로 아사쿠사선•게이세이 오시아게선•가나마치선에, 2002년 - 2003년에는 '다루마 익스프레스'로 다이시 선에 입선 했다.

## 특수 도장 등
606편성은 롱시트로 교체하는 것과 동시에 차체 전체를 파란색으로 도장하여 2005년 3월 14일부터 'KEIKYU BLUE SKY TRAIN'으로 운행되고 있다. 보통은 광고 전세 열차로 매회 1사의 광고만이 차내에 게시되지만, 다음의 대응책도 실시되고 있다.
- 같은 해 11월 1일부터 약 1개월간 하네다 공항 역 개업 7주년 기념 이벤트 '게이힌 급행 무지개 계획'의 일환으로 측면에 무지개의 랩핑, 전면의 흰 띠 아래에 무지개의 그라데이션이 도장되어 2100형 2157편성의 'KEIKYU BLUE SKY TRAIN'과 함께 '레인보우 트레인'으로 운행되었다. 차내에는 우라가 방향부터 차량마다 도야마 현, 이시카와 현, 히로시마 현, 카가와, 나가사키 현, 가고시마 현, 오키나와 현, 7현의 홍보 광고가 게재되었다.
- 2007년 3월 16일부터 5월 상순까지 2010년 중국•상하이에서 개최되는 상하이 국제 박람회(상하이 만박)의 홍보 차량으로 운행되었다. 차내에는 상하이의 건물이나 공원의 사진이 장식되어 있었다.
- 2008년 11월 18일에는 하네다 공항 역 개업과 하네다⇔나리타 직결 10주년을 기념한 도장이 실시되었다.
- 2009년 12월에는 '12월 1일은 세계 에이즈의 날' 홍보 차량으로 운행되어 차체에는 국제연합 에이즈 합동 계획(UNAIDS)의 심볼 마크 '레드 리본'이 랩핑 되었으며, 차내에는 에이즈에 대한 알림 광고가 게시되었다[3].
- 2010년 7월 5일부터 '오토다마 OTODAMA SEA STUDIO 2010'의 홍보 도장을 실시하여 운행하였다[4].

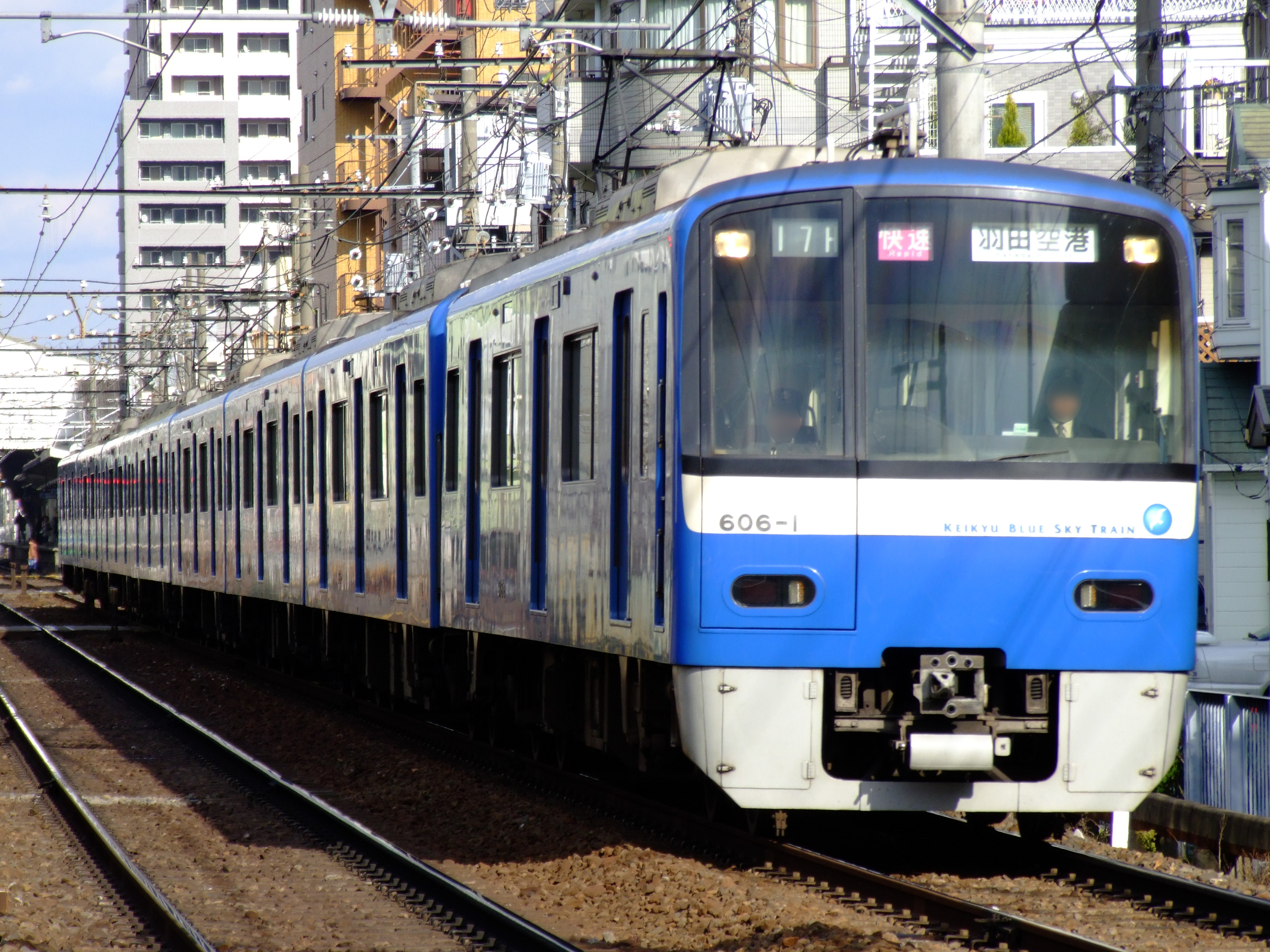
게이힌 급행 600형 KEIKYU BLUE SKY TRAIN(2007년 3월 7일, 게이세이 다테이시 – 요쓰기 간)
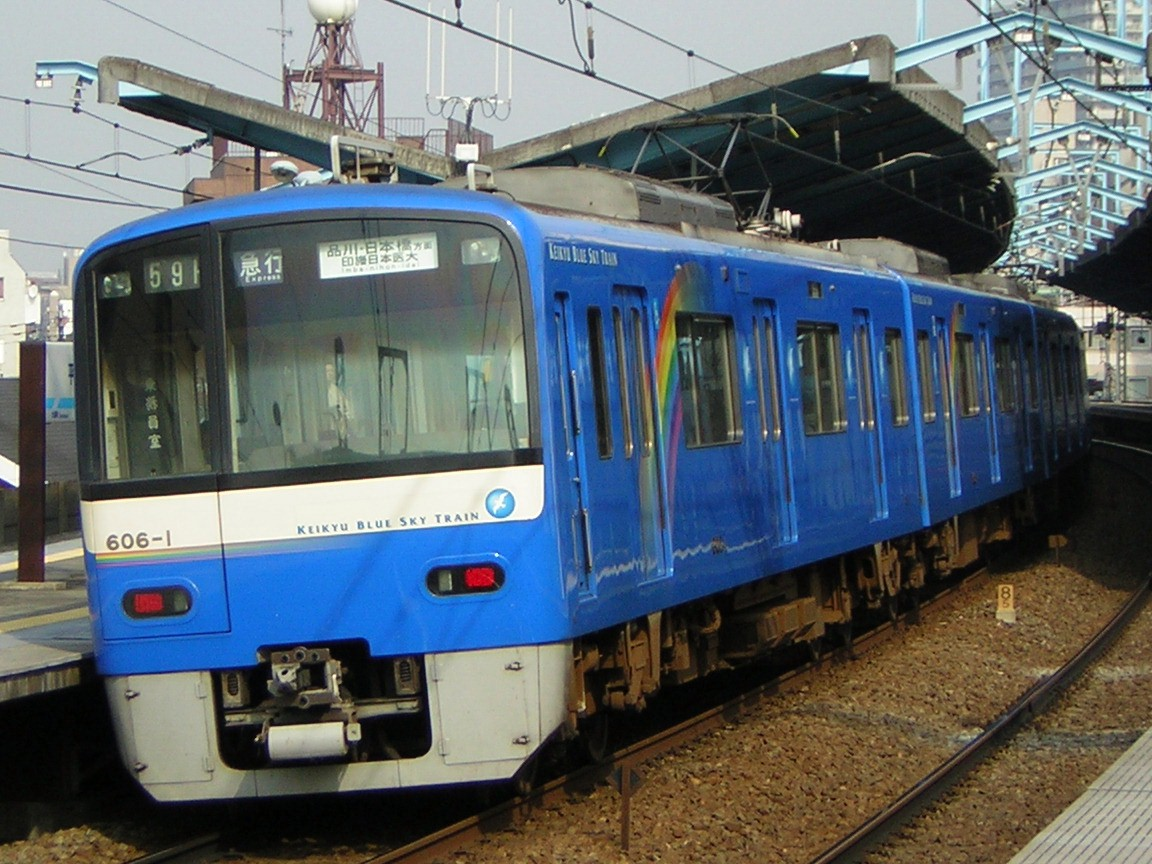
게이힌 급행 레인보우 트레인(2005년 11월 3일, 헤이와지마 역)
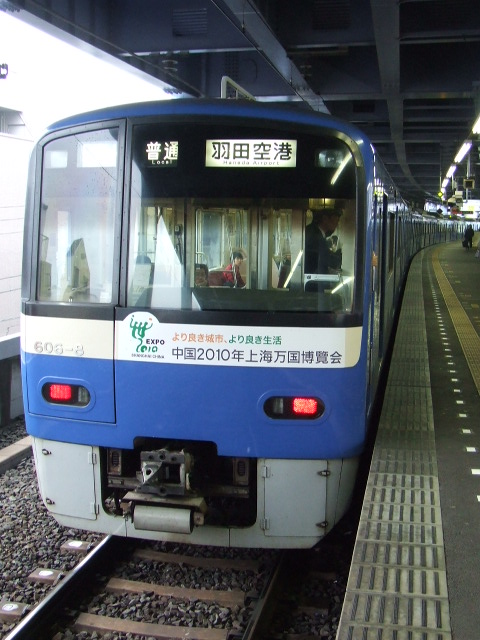
'상하이 만박'의 홍보를 하는 606편성(2007년 3월 25일, 아오토 역)